# Slag bij La Loma de Tacámbaro
De Slag bij La Loma de Tacámbaro of de Tweede Slag bij Tacámbaro was een veldslag in Tacámbaro in de staat Michoacán in het westen van Mexico op 16 juli 1865 die werd uitgevochten tussen republikeinen enerzijds en keizerlijke troepen, grotendeels bestaande uit Belgische vrijwilligers anderzijds. De veldslag maakte deel uit van de Franse interventie in Mexico en werd gewonnen door de monarchisten.
Enkele maanden eerder, op 11 april 1865 was de eerste Slag bij Tacámbaro uitgevochten. De Belgische vrijwilligers werden aangevallen en moeten zich na een heroïsche verdediging overgeven. Kapitein-adjudant-majoor baron Chazal, zoon van de toenmalige minister van Oorlog sneuvelt en majoor Tydgadt, bevelhebber van het Voltigeursbataljon werd dodelijk gewond.
Op 16 juli 1865 wisten de monarchisten en Belgen bij La Loma de Tacámbaro de stad te heroveren en de vorige nederlaag werd gewroken.

## Monumenten
Er bevinden zich twee Tacámbaromonumenten in België.
- Monument van Tacámbaro in Oudenaarde.
- Tacámbaromonument in Leopoldsburg. Deze zuil is zes en een halve meter hoog en draagt de namen van de gesneuvelden van de veldslagen Tacámbaro Loma en Morelia. Het monument werd opgericht in 1867 en in alle stilte ingewijd wegens de grote opwinding door de expeditie in België veroorzaakt.